# Edison International
Edison International — американская энергетическая компания, снабжающая электроэнергией 5,2 млн клиентов в Южной Калифорнии.

## История
Компания Southern California Edison была создана в августе 1909 года, она объединила 13 электрических компаний Лос-Анджелеса и его пригородов. В 1917 году была поглощена Pacific Light & Power Corporation, а также куплен контрольный пакет акций Mount Whitney Power & Electric Company; эти приобретения удвоили генерирующие мощности Southern California Edison. Следующие 10 лет компания посвятила реализации гидроэлектрического проекта «Биг-Крик» (Big Creek Hydroelectric Project); проект включал 3 водохранилища, 8 плотин, 68 км тоннелей и гидроэлектростанции общей мощностью 373 МВт, вплоть до 1987 года проект неоднократно расширялся. В 1936 году было завершено строительство плотины Гувера, Southern California Edison получила право на 7,2 % вырабатываемой её электростанцией энергии с возможностью увеличения доли до 14,4 %. К началу 1950-х годов количество клиентов достигло 1 млн, а генерирующие мощности — 1,6 ГВт.
В 1960-х годах было поглощено несколько калифорнийских энергетических компаний (California Electric Power Company, Desert Electric Cooperative, Valley Power Company), выручка к концу десятилетия достигла 721 млн долларов. В 1988 году была создана холдинговая компания SCEcorp, в которую вошли Southern California Edison и ряд других компаний, в частности инвестиционная группа Edison Capital и Edison Mission Energy, которая занялась зарубежными проектами (Великобритания, Австралия, Филиппины, Индонезия, Таиланд, Турция, Италия). К этому времени компания была второй крупнейшей в США по электрогенерирующих мощностями, которые включали АЭС Сан-Онофре, тепловые и гидроэлектростанции, а также альтернативные источники: ветряные и геотермальные электростанции. В 1996 году SCEcorp сменила название на Edison International, в этом же году компания начала распродавать электростанции из-за принятия закона о дерегуляции энергетического рынка США (компаниям запрещалось совмещать производство электроэнергии и её распределение потребителям). Закон вступил в силу в 1998 году, что имело для компании негативные последствия — стоимость электроэнергии на внешнем рынке резко выросла и стала выше, чем фиксированные тарифы для потребителей. К 2001 году Edison оказалась на грани банкротства, в Калифорнии в 2000 и 2001 годах прошёл целый ряд крупных сбоев в сети, ситуация осложнялась засухой и манипуляциями с тарифами компанией Enron. В 2002 году Edison продала все свои зарубежные активы.
В 2012 году была остановлена АЭС Сан-Онофре, а в 2013 году было принято решение о её закрытии.

## Деятельность
Генерирующие мощности Edison International по состоянию на 2022 год составляли 7,0 ГВт, в том числе доля в крупнейшей АЭС США «Пало-Верде», однако собственные генерирующие мощности покрывают лишь 20 % потребления, остальное покупается у сторонних энергетических компаний. Сеть компании включает 21,5 тыс. км линий электропередач напряжением от 55 до 500 кВ в штатах Калифорния, Невада и Аризона, 80 подстанций а также распределительную сеть общей протяжённостью 114 тыс. км.
В списке крупнейших публичных компаний в мире Forbes Global 2000 за 2022 год Edison International заняла 602-е место. В списке крупнейших компаний США по размеру выручки Fortune 500 заняла 243-е место.